# Makhuduthamaga
Makhuduthamaga – gmina w Republice Południowej Afryki, w prowincji Limpopo, w dystrykcie Sekhukhune. Siedzibą administracyjną gminy jest Jane Furse.